# Покуй
50°17′25.01″ пн. ш. 18°52′29.07″ сх. д. / 50.2902806° пн. ш. 18.8747417° сх. д.
«Покуй» (пол. Huta Pokój — завод «Мир») — металургійний завод в місті Руда-Шльонська на півдні Польщі, у Верхньосілезькому промисловому районі. Випускає прокат і металоконструкції. Одне з найдавніших підприємств чорної металургії Польщі. Був найбільшим металургійним заводом Польщі у період між Першою і Другою світовими війнами і у перші роки після Другої світової війни.

## Історія
У 1840 році Давид Левенфельд, Моріц Фрідлендер і Симон Льові заснували скляний завод під назвою «Friedenshütte» («Сталеварня миру»). Створений на той час завод складався з доменної печі на коксі, ливарного цеху, котельні та столярного цеху. Спочатку на заводі працювало 12 осіб. У 1851 році металургійний завод придбав граф Анджей Ренар. Новий власник розширив його другою доменною піччю та коксохімічним заводом. У 1855 році компанія перейшла у власність Сілезької Лесно-Горничо-Гутничої «Minerwa» з Вроцлава. Розширення металургійного заводу тривало. Наприкінці 1860-х років у ньому було чотири доменні печі, коксові заводи та пудингові печі. Кінець інвестицій збігся з економічним крахом на ринку сталі, що призвело компанію до банкрутства в 1871 році. Металургійний завод і решту активів компанії перейшли до нового підприємства «Oberschlesiche Eisenbahn-Bedarf-Aktiengesellschaft», заснованого графом Каролем Вольфгангом Баллестремом.  У 1881 році була відкрита кузня, 1884 року на заводі впроваджено томасівський процес виробництва сталі, а три роки по тому — мартенівське виробництво. У ніч з 24 на 25 липня 1887 року в котельні заводу стався трагічний вибух газу. В результаті 10 людей загинули, 55 отримали поранення. Збитки були розраховані в 375 тис. брендів. На початку 20 століття металургійний завод зосередив свою інвестиційну діяльність на розширенні асортименту продукції. Були створені прокатні та інші заводи з виготовлення готової продукції. Одночасно було збільшено виробничі потужності доменних та сталеливарних заводів. Напередодні Першої світової війни на плавильному заводі було вироблено 250 тис. т чавуну, що відповідало 23,8% виробництва всіх плавильних заводів Верхньої Сілезії. 
1913 року на заводі діяли 6 доменних печей, бесемерівське і мартенівське виробництва, прокатний цех з різноманітними прокатними станами та інші цехи. У цей час на заводі працювало 5743 особи.
Унаслідок політичного поділу Верхньої Сілезії 1922 року залізний завод «Покуй» опинився на польському боці кордону. Разом з іншим концерном, розташованим у Польщі, він прийняв назву «Friedenshütte Aktiengesellschaft». 74% капіталу нової компанії належало графу Баллестрему, а 26% — концерну «Обербедарф». У 1928 році компанія «Friedenshütte Aktiengesellschaft» об'єдналася зі сталеварним заводом «Baildon» у Катовицях.

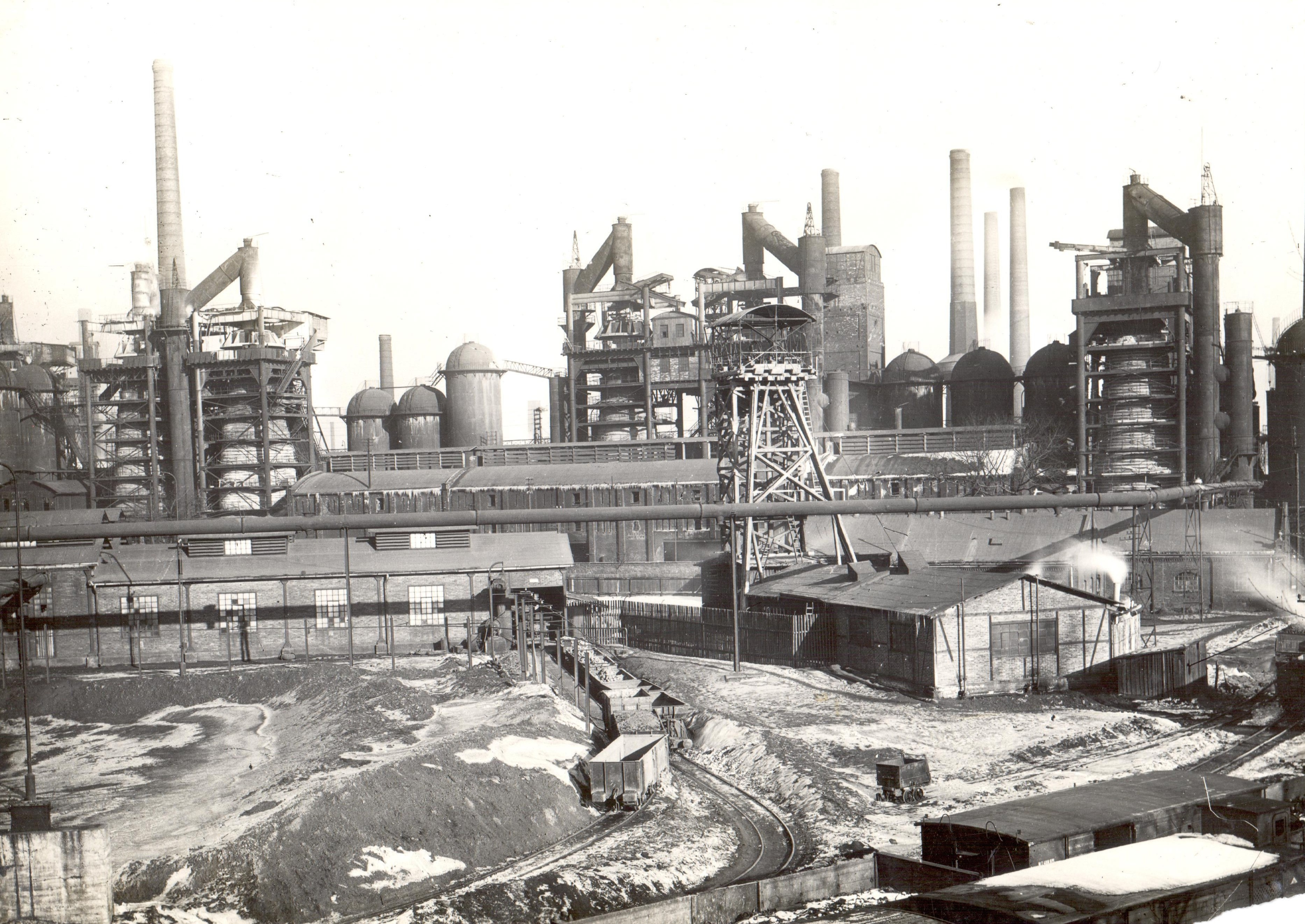
Загальний вигляд доменного цеху у 1920-х роках.
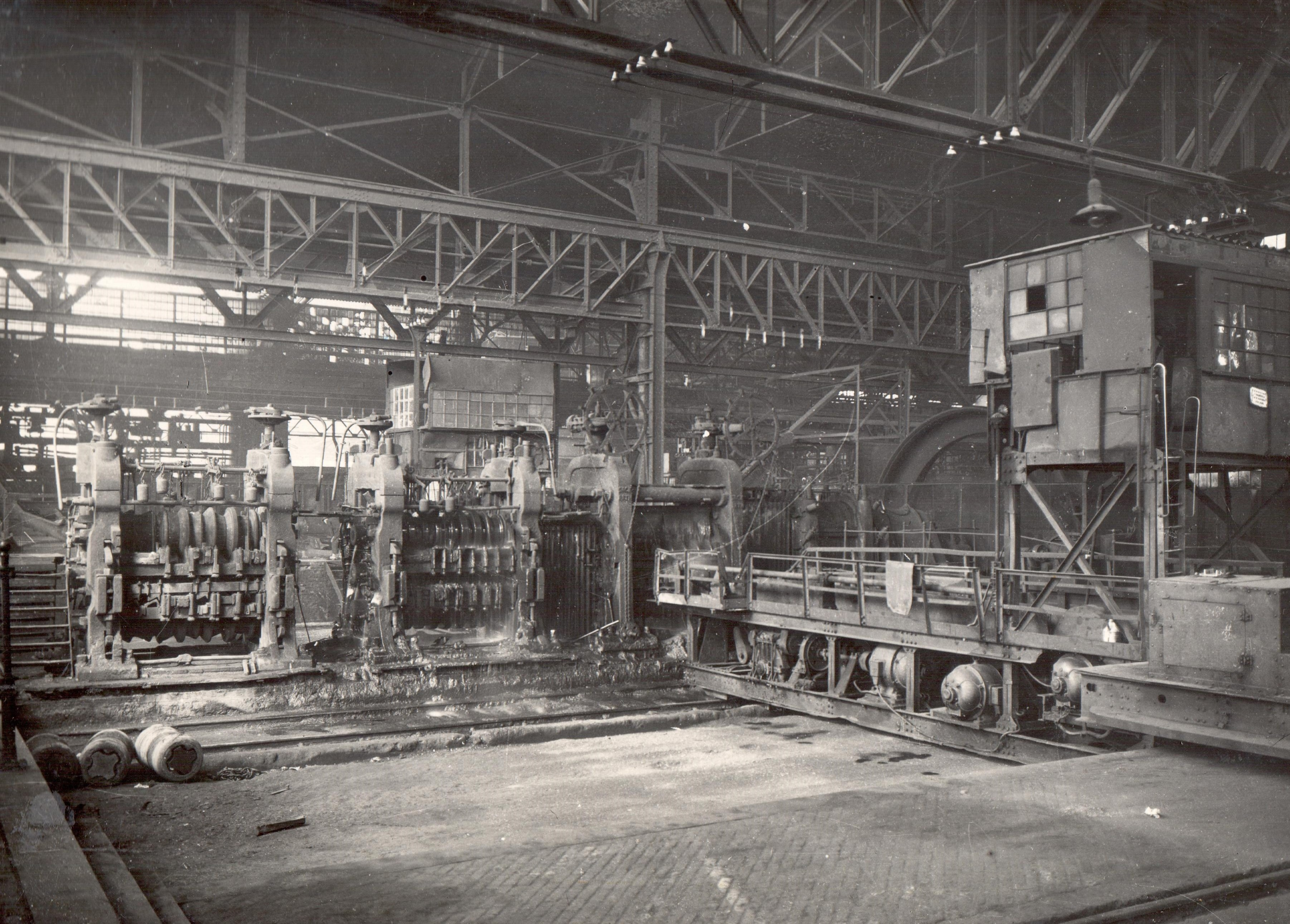
Прокатний цех у 1920-х роках.

8 лютого 1930 року назву концерну змінили на Гута «Pokój» — Śląskie Zakłady Górniczo-Hutnicze Spółka Akcyjna. Після назви концерну була змінена й назва його найбільшого заводу. До складу активів компанії входили: 2 металургійні заводи, металургійний завод «Pokój», металургійний завод «Baildon», 4 шахти «Friedensgrube», «Eminencja», «Count Franciszek», шахти «Вольфганг» і електростанція «Миколай». 
Розвитку нового концерну гальмувала економічна криза, яка вразила світову економіку на початку 1930-х років. Відсутність замовлень та значні кредитні зобов’язання, що виникли під інвестиції, а також злиття з плавзаводом «Бейлдон» загрожували банкрутству компанії. У грудні 1931 року залізний завод «Pokój» припинив виробництво, і підприємство потрапило під нагляд суду. В результаті дій судових комісарів було покращено господарську діяльність товариства та завершено процес полонізації заводу. Наприкінці 1932 р. ліквідація юридичної відповідальності товариства була скасована, а в 1934 р. її мажоритарним акціонером стала польська держава. Міністерство фінансів Польщі купило 52% акцій компанії, якій належав завод,  48% акцій заводу належало німецькому капіталу,  завод був найбільшим підприємством чорної металургії Польщі. 1934 року на заводі було встановлено системи холодного вальцювання Т. Сендзимира. У 1934 році було розпочато регулярне виробництво з використанням цього пристрою, який вважається одним з проривних винаходів у галузі металургії. Під час Другої світової війни окупаційна влада змінила назву металургійного заводу на «Friedenshütte — Schlesische Berg — und Hütten Werke AG» і включила його до складу концерну «Oberhütten» із Гливиць. Виробництво заводу також було перетворено на потреби озброєння.
За цей період зайнятість становила: 1840 — 12 осіб, 1865 — 228 осіб, 1887 — 1352 особи, 1910 — 3898 осіб, 1922 — 8284 особи, 1942 — 7102 особи. 
У післявоєнний час на заводі були побудовані нові прокатні цехи. 1988 року було закрито сталеливарний цех, що пропрацював на заводі 101 рік. Надалі на заводі розвивалися лише прокатне виробництво і виробництво металоконструкцій.
2011 року одним з інвесторів заводу була українська фінансова група «Приват».

## Профіль виробництва
У перші роки діяльності основною продукцією чавуну «Pokój» був чавун, вироблений у доменних печах. Вже через кілька років завод став лідером у цьому виробництві у Верхній Сілезії. У 1856 р. номенклатура продукції була розширена шляхом відділення обсадних печей, призначених для термічної обробки чавуну з доменних печей, що дало змогу випускати готову продукцію. Прагнучи слідувати тенденціям, що склалися в європейській металургії, в 1884 р. були запущені сталеплавильні заводи з виробництва басейнового чавуну з використанням конвертерів Томаса.. Через три роки в плавильному цеху була введена в експлуатацію мартенівська піч для виробництва сталевих зливків. Ще одним збагаченням методів виробництва сталі стала електрична піч системи Nathusius, запущена в 1909 році. У 1924 році виробництво сталі Томаса було припинено, а через два роки будівлі цього відділу були знесені. З цього моменту весь випуск шихти здійснювався з використанням мартенівських печей. 
У межах заводу діяло кілька прокатних станів, які готували готову продукцію. Першим був прокатний стан, де сляби виготовляли як напівфабрикат для подальшої обробки. Найважчі готові деталі виготовляли на зворотному прокатному стані. Великий прокатний стан використовувався для виготовлення балок, профілів, рейок і рейкових ригелей. На середньому прокатному стані виготовляли шахтні рейки, а також менші розміри та балки. Крім виробництва сортового прокату, на заводі виробляли тонкі та товсті листи, які виготовляли на одному з двох спеціалізованих прокатних станів. Відділ молоткового млина займався виробництвом продукції, призначеної для залізничної промисловості, зокрема: осей, ободів і коліс. 
З 1960-х років металургійні заводи почали виходити зі шкідливих для довкілля виробничих цехів, замінюючи їх новим асортиментом. У 1974 році розпочато виробництво зварних секцій. За допомогою зварювальних агрегатів виготовляли двотавр висотою від 600 до 2000 мм з листів, прокатаних у сталеплавильних заводах. На початку 1986 року розпочато виробництво цеху гнутих профілів. Пропозиція нового відділу складається з широкого асортименту холоднодеформованих профілів.

## Шахтні виробки під заводом
Завод розташований у місцевості з великою кількістю вугільних шахт. Через підземні розробки вугілля під заводом, на його території утворилася мульда зсування з максимальним осіданням 1183 мм і найменшим осіданням 384 мм. Зокрема, у районі рудного складу були зареєстровані осідання від 396 до 709 мм, у районі доменних печей — від 500 мм (данні 1987 року).